# Publio Juvencio Celso
Publio Juvencio Celso (en latín: Publius Juventius Celsus) fue un senador romano del siglo II que desarrolló su cursus honorum bajo los emperadores Antonino Pío y Marco Aurelio.

## Orígenes y carrera
Celso probablemente era originario del norte de Italia, donde el gentilicio Iuventius estaba muy extendido y también era usado por miembros de esta  familia de rango senatorial. Celso era el nieto del afamado abogado, jurista y político Publio Juvencio Celso Tito Aufidio Henio Severiano. 
Probablemente entre 161 y 163 fue legado de la provincia de Galacia en Asia Menor. Inmediatamente después ocupó el consulado ordinario en 164, como su abuelo, que fue cónsul dos veces, en 115 y 129. Las magistraturas posteriores de Celso no se registran. Su actividad como promagistrado del colegio de pontífices esta atestiguada desde el año 155.